# Ауриландия
Ауриландия (порт. Aurilândia)  —  муниципалитет в Бразилии, входит в штат Гояс. Составная часть мезорегиона Центр штата Гойас. Входит в экономико-статистический  микрорегион Аникунс. Население составляет 4213 человека на 2006 год. Занимает площадь 565,152 км². Плотность населения — 7,5 чел./км².

## Статистика
- Валовой внутренний продукт на 2003 год составляет 19 434 844,00 реалов (данные: Бразильский институт географии и статистики).
- Валовой внутренний продукт на душу населения на 2003 год составляет 4602,14 реалов (данные: Бразильский институт географии и статистики).
- Индекс развития человеческого потенциала на 2000 год составляет 0,732 (данные: Программа развития ООН).